# Nasarij Russyn
Nasarij Orestowytsch Russyn (ukrainisch Назарій Орестович Русин, wiss. Transliteration Nasarij Orestovyč Rusyn, FIFA-Schreibweise nach engl. Transkription: Nazariy Orestovych Rusyn; * 25. Oktober 1998 in Nowojaworiwsk) ist ein ukrainischer Fußballspieler. Der Stürmer steht momentan als Leihspieler des AFC Sunderland bei Hajduk Split unter Vertrag.

## Karriere

### Verein
Der im westukrainischen Nowojaworiwsk geborene Nasarij Russyn begann seine fußballerische Ausbildung beim FK Lwiw und im Sommer 2015 wechselte er in die Jugendakademie von Dynamo Kiew. Im November 2017 wurde er in die erste Mannschaft des Erstligisten befördert. Sein Debüt gab er am 23. November 2017 bei der 2:3-Auswärtsniederlage gegen den KF Skënderbeu Korça in der UEFA Europa League, als er in der 71. Spielminute für Tomasz Kędziora eingewechselt wurde und später den Endstand erzielte. In diesem Monat bestritt er zwei weitere Pflichtspiele, in denen er ein weiteres Mal treffen konnte und in der verbleibenden Saison 2017/18 wurde er nicht mehr bei den Profis berücksichtigt. In der nächsten Spielzeit 2018/19 wurde er als Rotationsspieler eingesetzt und erzielte in 19 Ligaspielen fünf Treffer.
Am 3. August 2019 wechselte Rusyn für die gesamte Spielzeit 2019/20 zum Ligakonkurrenten Sorja Luhansk. Sein Debüt bestritt er am 8. August 2019 beim 1:1-Unentschieden gegen den ZSKA Sofia in der Qualifikation zur UEFA Europa League, als er in der 65. Spielminute für Wladlen Jurtschenko eingetauscht wurde. Am 11. August 2019 (3. Spieltag) erzielte er beim 3:1-Auswärtssieg gegen Kolos Kowaliwka sein erstes Ligator. Im September 2019 wurde er aufgrund seiner hervorragenden Leistungen zum Spieler des Monats ausgezeichnet. Nachdem ihm in 14 Ligaspielen fünf Tore und vier Vorlagen gelungen waren, rief ihn Dynamo Kiew am 31. Dezember 2019 vorzeitig zurück. Bei Dynamo etablierte er sich umgehend als Stammspieler. Die Saison beendete er mit 26 Ligaeinsätzen, in denen ihm sieben Treffer und sechs Vorlagen gelangen. In der nächsten Spielzeit 2020/21 verlor er seinen erlangten Status wieder und bis zur Winterpause war er nur selten im Spieltagskader gelistet. Trotzdem gewann er durch einen 19-minütigen Kurzeinsatz am 9. Spieltag gegen Schachtar Donezk (0:3) Ende der Spielzeit erstmals die ukrainische Meisterschaft.
Im Februar 2021 wurde er bis Saisonende nach Polen an Legia Warschau verliehen. Bis auf einen Kurzeinsatz im nationalen Pokal sowie einer Partie bei der Reservemannschaft kam er jedoch auf keine Einsatzzeit. Von 2021 bis 2023 folgten dann drei weitere Leihen an die Ligarivalen SK Dnipro-1, Tschornomorez Odessa sowie erneut Sorja Luhansk. Bei letzterem erzielte der Stürmer in 30 Ligapartien 13 Treffer und gab dabei noch sechs Vorlagen. Seit dem 1. Juli 2023 steht Russyn nun beim englischen Zweitligisten AFC Sunderland unter Vertrag. Dieser lieh ihn im Januar 2025 für ein halbes Jahr an Hajduk Split nach Kroatien aus.

### Nationalmannschaft
Im März 2015 absolvierte Nasarij Russyn drei Länderspiele für die ukrainische U17-Nationalmannschaft. Zwischen August und Dezember 2015 kam er in sechs Spielen für die U18 zum Einsatz. Im März 2017 bestritt er drei Länderspiele für die U19, in denen ihm ein Torerfolg gelang. Zwischen September 2018 und Oktober 2020 bestritt er für die U21-Nationalmannschaft 13 Spiele, in denen er 7 Torerfolge verbuchen konnte. Am 17. Oktober 2023 stand Russyn auch erstmals im Kader der A-Nationalmannschaft, doch beim EM-Qualifikationsspiel gegen Malta (3:1) wurde der Stürmer von Trainer Serhij Rebrow nicht eingesetzt.

## Erfolge
Dynamo Kiew
- Ukrainischer Superpokalsieger: 2019
- Ukrainischer Pokalsieger: 2020
- Ukrainischer Meister: 2021